# Utricularia buntingiana
Utricularia buntingiana — вид рослин із родини пухирникових (Lentibulariaceae).

## Біоморфологічна характеристика
Віночок лавандово-блідо-ліловий з великою золотисто-жовтою плямою до основи. Листки еліпсоїдні, 5–6 мм у довжину, +/- м'ясисті, світло-зелені.

## Середовище проживання
Ендемік пн. Венесуели.
Епіфіт, який росте на гілках дерев на висотах від 875 до 1775 метрів.